# Айир
Айи́р (каз. Айыр) — село у складі Каркаралінського району Карагандинської області Казахстану. Входить до складу Шариктинського сільського округу.
Населення — 68 осіб (2021; 94 у 2009, 0 у 1999, 249 у 1989).
Національний склад станом на 1989 рік:
- казахи — 100 %.

У радянські часи село називалось також Аїр.